# Dolmen von Lieussanes
Die beiden Dolmen von Lieussanes (auch Dolmen von LLusanes, Barraca, Llossannes oder Tarerach genannt) befinden sich südlich von Tarerach, bei Prades im Département Pyrénées-Orientales in Frankreich. Sie liegen in einem Durcheinander von Steinen, Steineichen und Wacholderbüschen. Es ist selten in der Region zwei so eng benachbarte Dolmen zu finden. Dolmen ist in Frankreich der Oberbegriff für neolithische Megalithanlagen aller Art (siehe: Französische Nomenklatur).
Baulich entspricht der Dolmen 1 etwa dem Dolmen von Campoussy. Sein etwa quadratischer Deckstein misst etwa 2,0 × 2,0 m. Mit einer maximalen Länge von etwa 3,3 m einer Breite von 2,35 m und einer Höhe von 1,0 Metern ist der Dolmen einer der größeren in der Region. Er wurde erstmals im Jahr 1921 von Pierre Vidal erwähnt, 1950 von Pierre Ponish veröffentlicht, aber erst 1987 von Jean Abélanet ausgegraben. Im Inneren befanden sich Reste aus verschiedenen Epochen. Es gab Überreste aus dem Neolithikum, der späten Bronze- und der frühen Eisenzeit.
Dolmen 2, der ähnliche Abmessungen hat, ist nicht mehr überdacht. Seine dünnen großen Tragsteine liegen in U-Form, sind aber zerbrochen oder nach außen geneigt.